# Гуамский ворон
Гуамский ворон (лат.  Corvus kubaryi) — вид птиц из рода во́ронов.

## Описание
Гуамский ворон принадлежит к группе «Corvus enca» (куда входят еще три вида — малый ворон (Corvus enca), сулавесский ворон (Corvus typicus) и флоресский ворон (Corvus florensis).
Гуамский ворон сохранил характерную для «enca» форму крыла, клюв и голый участок кожи за глазом, который трудно заметить из-за перьев, растущих на хохолке и щеках. Отношение длины хвоста к длине крыла составляет 67 %. Основание клюва покрыто щетинистыми перьями. Оперение гуамского ворона имеет зеленоватый блеск на спине, снизу, на голове и крыльях, иссиня-черное на хвосте. Размером небольшой, самки меньше самцов. Вес взрослого самца около 250 грамм, а размером он около 38 см в длину.

### Питание
Чрезвычайно неприхотлив в еде, всеяден. Ест насекомых, ящериц, яйца других птиц, раков-отшельников, фрукты и семена. Охотится так же на молодых индийских варанов и на коричневых бойг.

### Голос
Звук который он издает напоминает громкий крик «кaaa-ах» (kaaa-ah).

## Местообитания и распространение
Гуамские вороны — обитатели зрелого и восстанавливающегося тропического леса и приморской растительности. Во время гнездования птицы демонстрируют более строгую биотопическую приуроченность, селясь в особой разновидности тропического леса, развивающейся на известняках, — англ. limestone forest. В основном живет в северной части острова Гуам и Рота на Северных Марианских островах.

## Размножение
Гнездится под пологом леса в таких видах деревьев как: Elaeocarpus joga и Ficus prolixa.
Гуамский ворон начинает гнездование в начале июля и заканчивает в марте. Гнездо большое, основание чашеобразное, сложенное из маленьких веток, внутри облицованных листовыми волокнами. В кладке от 1 до 4 яиц. Родители вместе насиживают яйца, выводят птенцов, и ухаживают за подростками даже после того, как они уже оперились. Родительская опека длится от 5 до 18 месяцев, через 3 года подростки достигнут половой зрелости.

## Меры по сохранению вида[4]
Численность гуамского ворона снижается с 1960 года. Этот вид был внесен в список находящихся под угрозой исчезновения на острове Гуам в 1979 году, в 1984 году подписались Соединенные Штаты, и в 1991 году Содружество северных Марианских островов. План восстановления ворон и других птиц-эндемиков был подготовлен в 1990 году. Вопросом «Научные основания для сохранения гуамского ворона» занялся Совет Комитета по Национальным Исследованиям, который независимо проанализировал имеющиеся данные о вороне и опубликовал свои выводы в 1997 году, тогда же была создана команда по восстановлению гуамского ворона. В 2005 году был опубликован пересмотренный план по восстановлению.
Среду обитания этого ворона стал защищать Национальный Гуамский заповедник с 1992 года. На острове Рота, были основаны два заповедника — Conservation Area и The First Chenchon Bird Sanctuary с 1994 года, по закону Rota Local Law No. 9-1. В 2004 году на Гуаме и Рота был обозначен критический ареал для гуамского ворона.
С 1989 года Отдел водных и природных ресурсов территории Гуам (DAWR) предпринимает меры по восстановлению численности гуамских воронов, используя электрические заграждения (для защиты гнёзд от варанов) и искусственную инкубацию яиц с последующим возвратом птенцов или молодых особей в естественную среду. Для успешного внедрения птенцов в выводок, в гнездо до вылупления потомства подкладывают несколько яиц-муляжей. DAWR выпустил 31-го ворона на Гуам с 1997 года как часть транслокации и восстановления плененных птиц и программы по освобождению. В начале 1990-х команда Марианского архипелага по спасению и исследованию (The Marianas Archipelago Rescue and Survey team) поймала и передала на содержание 10 ворон двум зоопаркам США ведения исследовательских записей и разведения в неволе, шесть из этих пойманных птиц были выпущены на Гуаме в 1997 году.
В настоящее время Северные Марианские острова (СМО) проводит многолетние исследования гуамского ворона на острове Рота. Начатое в ноябре 1996 года исследование сосредоточено на определении факторов, влияющих на успех размножения и динамику расселения молодняка. В ближайшем будущем ожидается реализация программы по транслокации ворон из Рота на Гуам (этим занимается DAWR).
Также, подобные исследования популяций на Роте проводятся СМО и специальной службой с 1996. Эти исследования сосредоточены на размножении, описании жизни, и динамики популяции. В 2008 году были предприняты исследования источников смертности среди взрослых особей и подростков гуамского вороны, показавшие что это был Вирус Западного Нила.
Факторы влияющие на сокращение популяции гуамского ворона:
- уничтожение яиц естественными врагами — Индийским вараном
- соперничество за территорию с Чёрным дронго (Dicrurus macrocercus)
- уменьшение территории из-за людей; приезжих (устраивают курорты, строят усадьбы и разбивают поля для гольфа) и коренного населения (сельскохозяйственные поселения)